# サルヴァトーレ・ピンケルレ
サルヴァトーレ・ピンケルレ（伊: Salvatore Pincherle、1853年3月11日 - 1936年7月10日
）は、イタリアの数学者。関数解析に著しい功績を残した。イタリア数学連合の設立、ボローニャにて開催された国際数学者会議の代表を務めた。ピンケルレ微分は彼の名を冠する。

## 経歴
当時オーストリア沿海州の一部であったトリエステのユダヤ人の家に生まれ、フランスのマルセイユで幼少期を過ごした。マルセイユで基本教育を終了して、1869年に数学を学ぶためピサ大学に入学し、エンリコ・ベッチとウリッセ・ディニに学んだ。1874年に卒業してから1877年に奨学金を得るまではパヴィーアの学校に勤めていた。
奨学金を獲得してドイツのベルリン大学で学問に励み、カール・ヴァイエルシュトラスと出会った。ピンケルレはヴァイエルシュトラスの解析関数論に貢献し、Giornale di Matematiche の執筆に影響を与えた。後にヴィト・ヴォルテラと協力してラプラス変換や関数解析論の他の部分を探究した。
1880年から1928年までボローニャ大学の数学教授を務めた。 1901年、ウーゴ・アマルディと協力して、ピンケルレの主たる科学読本である  Le Operazioni Distributive e loro Applicazioni all'Analisi を制作した。
1922年ボローニャにてイタリア数学連合を発足し、1936年まで初代連合長を受け持った。1924年、トロントで行われた国際数学者会議に出席した。4年後のボローニャ会議では、第一次世界大戦の影響で立場を失ったドイツの数学者の復帰において重要な役割を果たした。ジャック・アダマールはこの会議にて Le développement et le rôle scientifique du Calcul fonctionnel を講演し、ピンケルレは関数解析の最も卓越した創立者の一人だと述べた。 会議が終わるに従って、ピンケルレは大学を引退した。
ピンケルレの生誕100周年を祝って、イタリア数学連合は彼のノートと論文集を編集し、1954年にローマで出版した。